# Сульфат алюминия-натрия
Сульфа́т алюми́ния-на́трия — неорганическое соединение, двойная соль алюминия, натрия и серной кислоты с формулой NaAl(SO4)2,
белые гигроскопичные кристаллы,
хорошо растворимые в воде,
образует кристаллогидрат — алюмонатриевые квасцы.

## Получение
- В природе встречается минерал сольфатерит — NaAl(SO4)2·12H2O.

- Совместная кристаллизация сульфатов натрия и алюминия:

{\displaystyle {\mathsf {Na_{2}SO_{4}+Al_{2}(SO_{4})_{3}+24H_{2}O\ {\xrightarrow {\ }}\ 2NaAl(SO_{4})_{2}\cdot 12H_{2}O}}}

## Физические свойства
Сульфат алюминия-натрия — белые гигроскопичные кристаллы, хорошо растворимые в воде.
Из водных растворов выделяется в виде кристаллогидрата NaAl(SO4)2·12H2O — бесцветных кристаллов кубической сингонии, пространственная группа P a3, параметры ячейки a = 1,221 нм с температурой плавления 61 °C (в собственной кристаллизационной воде).

## Химические свойства
- Разлагается при сильном нагревании:

{\displaystyle {\mathsf {4NaAl(SO_{4})_{2}\ \xrightarrow {800^{o}C} \ 2Na_{2}SO_{4}+2Al_{2}O_{3}+6SO_{2}\uparrow +3O_{2}\uparrow }}}
- Водные растворы имеют кислую реакцию из-за гидролиза по катиону алюминия:

{\displaystyle {\mathsf {[Al(H_{2}O)_{6}]^{3+}+H_{2}O\ \rightleftarrows \ [Al(H_{2}O)_{5}(OH)]^{2+}+H_{3}O^{+}}}}

## Применение
- Пищевая добавка E521.
- Применяется для осветления и обесцвечивания воды.
- Консервант для овощей, фруктов, а также мяса рыбы.
- Используется в качестве кровоостанавливающего и прижигающего средства в медицине.
- Протрава при крашении тканей, средства для проклеивания бумаги, дубления кож.